# Saint-Antonin-de-Lacalm
 Saint-Antonin-de-Lacalm là một xã thuộc tỉnh Tarn trong vùng Occitanie ở phía nam nước Pháp. Xã này nằm ở khu vực có độ cao trung bình 455 mét trên mực nước biển.
Thị trấn có con sông Dadou.